# Lautaro Gianetti
Lautaro Gianetti, född 13 november 1993, är en argentinsk fotbollsspelare som spelar för Vélez Sarsfield.

## Landslagskarriär
Gianetti var en del av Argentinas trupp vid olympiska sommarspelen 2016.